# 서부 개척 시대
서부 개척 시대(西部開拓時代, 영어: old west period, wild west period)는 미국의 시대 구분 중 하나이다. 올드 웨스트, 와일드 웨스트라고도 불리는 이 시기는 19세기(특히 1850년대부터 1890년까지)까지 미국이 프런티어를 개척하던 시기를 말한다. 1848년에 캘리포니아주에서 금광이 발견되면서 도래한 골드 러시가 개척을 뒷받침했다. 또, 1869년에는 미국 최초의대륙 횡단 철도가 개통했다. 한편 원주민인 네이티브 아메리칸에게는 갑자기 온 침략자들에게 자신들의 땅을 강탈당한 데다 살육된 시대이기도 하다. 총잡이와 카우보이, 무법자 등이 이 시대의 특징으로 소설이나 영화 (서부극) 등에 그려진다.
올드 웨스트, 와일드 웨스트라고도 불리는 미국의 프런티어는 시대 구분과 함께 이 시대의 프론티어 스트립(노스다코타에서 텍사스까지 남북에 걸쳐 6개의 주)의 역사, 전설, 신앙 등 문화적인 의미를 포괄하는 용어이기도 하다.